# 早稲田大学創造理工学研究科・創造理工学部
早稲田大学創造理工学部（わせだだいがくそうぞうりこうがくぶ）及び早稲田大学創造理工学研究科（わせだだいがくそうぞうりこうがくけんきゅうか）（英語：School of Creative Science and Engineering, Waseda University )は、早稲田大学が設置する理工学部と理工学研究科スクールである。早稲田大学理工学部及び研究科は、日本の私立大学の理工学系教育機関としては最古の歴史を持つ。近くには西早稲田駅があり、直結されている。

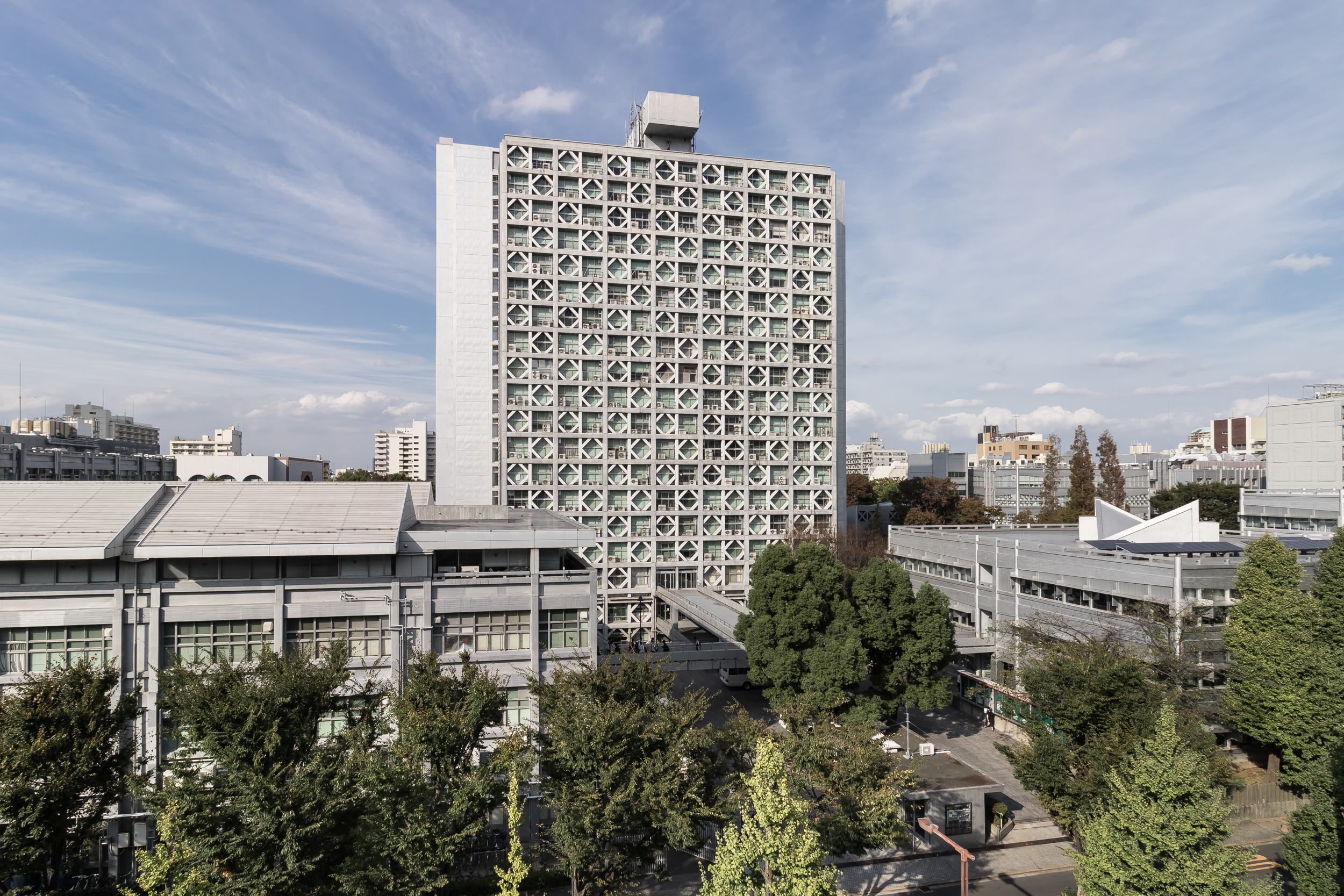
西早稲田キャンパス

## 概要
3つの学部(創造理工学部、基幹理工学部 、先進理工学部)、5つの研究科(創造理工学研究科、基幹理工学研究科、先進理工学研究科、環境・エネルギー研究科、情報生産システム研究科)を併せて理工学術院を構成する。
西早稲田キャンパスに本部を置く。1882年の東京専門学校創立時に、政治経済学科、法学科とともに設置された理学科をその起源とする。1908年、第五高等予科（理工科）を創設し、機械学科、電気学科の予科開設した。1920年の大学令時には、政治経済学部 、法学部、文学部、商学部とともに、理工学部が設置された。
1949年の新制の早稲田大学設置時には、第一理工学部と第二理工学部が設置されたが、第二理工学部は1968年に募集を停止し、第一理工学部はに理工学部に改称した。
2004年には、理工学術院設置。2007年に理工学部を、基幹理工、創造理工、先進理工の3学部・3研究科制に再編。それに伴い、理工学部は消滅する。
創造理工学部には、建築学科、総合機械工学科、経営システム工学科、社会環境工学科、環境資源工学科の5学科が設置されている。また、創造理工学研究科には、建築学専攻、総合機械工学専攻、経営システム工学専攻、経営デザイン専攻、建設工学専攻、地球・環境資源理工学専攻の6つの専攻が設置されている。日本人の帰国子女や外国人の留学生が早稲田大学創造理工学研究科・学部に受験する場合、特に英語規範の早稲田大学創造理工学部の入試では、SATの最低平均点は1449、ACTは33、IBディプロマプログラムは38/42が求められる。同の創造理工学研究科の合格率は10%以下で、選抜は非常に厳しい。創造理工学部の学士課程から同大学の修士および博士課程への内部進学率は50%以上と高い。

## 沿革
- 1882年 - 東京専門学校創立。法律学科、政治経済学科、理学科を設置
- 1886年 - 学部制を施行。私立法律学校特別監督条規制定
- 1902年 - 早稲田大学と改称
- 1904年 - 専門学校令準拠の旧制専門学校となる
- 1908年 - 第五高等予科（理工科）を創設し、機械学科、電気学科の予科開設
- 1920年 - 大学令により、法学部、政治経済学部、文学部、商学部、理工学部を設置
- 1925年 - 専門学校令準拠の大学部廃止
- 1949年 - 学制改革に伴い、新制大学設置。第一理工学部、第二理工学部を設置
- 1951年 - 新制大学院として工学研究科を設置
- 1961年 - 工学研究科を理工学研究科に改称
- 1967年 - 大久保キャンパスに移転
- 1968年 - 第二理工学部廃止に伴い、第一理工学部を理工学部に改称
- 2004年 - 理工学術院を設置
- 2007年 - 基幹理工、創造理工、先進理工の3学部・3研究科制に再編、理工学部は消滅。
- 2008年 - 理工学部100周年
- 2009年 - 大久保キャンパスを西早稲田キャンパスに改称

## 学部
- 創造理工学部
  - 建築学科
  - 総合機械工学科
  - 経営システム工学科
  - 社会環境工学科
  - 環境資源工学科

## 研究科
- 創造理工学研究科
  - 建築学専攻
  - 総合機械工学専攻
  - 経営システム工学専攻
  - 経営デザイン専攻
  - 建設工学専攻
  - 地球・環境資源理工学専攻

## 学部長
- 有賀 隆